# 管仲伟
管仲伟（1923年8月—2014年12月25日），江苏南京人，中华人民共和国政治人物。
1947年7月，加入中国农工民主党，进入华北革命大学政治研究院学习，后任农工党无锡市委会主委、无锡市民政局局长，农工党江苏省委会宣传处处长、常委兼秘书长。1979年后，任农工党江苏省委会专职副主委、常务副主委。2014年去世。